# Tehtaanmäki
Tehtaanmäki est une zone résidentielle du quartier d'Inkeroinen à Kouvola en Finlande.
La zone d'habitation a été conçue par Alvar Aalto pour les employés de la papeterie d'Anjala et de l'usine de carton d'Inkeroinen de l'entreprise Tampella.

## Constructions
Les bâtiments conçus par Alvar Aalto pour Tehtaanmäki datent de 1937-1956. Le complexe situé à Kouvola se compose des bâtiments d'usines, de maisons jumelées (Rantalinja), de maisons en rangées (Tervalinja), de trois maisons individuelles (Insinööritalot), de trois immeubles résidentiels, de l'école de Tehtaanmäki et de maisons individuelles de Karhunkangas.
À la fin des années 1930, Tampella Oy fonde la papeterie d'Anjala à Inkeroinen et, outre l'usine (1937-1938), construit également des appartements pour les employés, ingénieurs et contremaîtres. Outre de nombreux bâtiments industriels et résidentiels, Alvar Aalto a conçu des modifications et des extensions du parc immobilier existant de la zone. Dans les années 1980, l'usine de papier a été rénovée et l'usine de Tampella est devenue la propriété de Stora Enso en 1993.
Une grande partie des bâtiments résidentiels de la zone de l'usine ont été achevés en 1938, l'école de Tehtaanmäki en 1940. Le plan de zonage conçu par Alvar Aalto pour Inkeroinen en 1937 couvrait tout le centre d'Inkeroinen, mais n'a été réalisé qu'à Karhunkangas et à proximité de l'usine.
Les bâtiments conçus par Alvar Aalto étaient modernes et contemporains de l'époque. Le projet devait remplir sa mission de manière rationnelle et économique.
Pour Alvar Aalto, l'architecture ne pouvait pas être reproduite universellement d'un endroit à un autre, mais la conception a été réalisée en fonction des conditions du terrain et du paysage de la zone. Les bâtiments ont été placés dans le paysage, la nature a pu rester proche.
Le projet d'Inkeroinen est lié à la construction de l'usine de cellulose et du quartier résidentiel de Sunila qu'Alvar Aalto avait conçu un peu plus tôt, lorsque Tampella, qui faisait partie d'un groupe d'entreprises industrielles, était convaincue des compétences de conception du bureau d'architectes d'Alvar Aalto.
Sunila a été construite sur un terrain vierge, tandis qu'Inkeroinen a été adaptée au parc immobilier existant en termes d'habitat et d'industrie.
À Inkeroinen, la hiérarchie sociale se manifestait dans les types de maisons et les styles de construction. Des maisons privées furent construites pour les ingénieurs, dont la maison de l'ingénieur en chef était la plus grande ; les contremaîtres vivaient dans des maisons jumelées, ouvriers et employés dans les maisons en rangée et les immeubles résidentiels. Dans l'esprit du sens moderne de responsabilité sociale et d'égalité, des efforts ont été déployés pour garantir de bonnes conditions de vie à tous. Par exemple, de l’eau chaude était fournie aux maisons de Tervanlinja et Rantalinja.

## Habitations d'Alvar Aalto

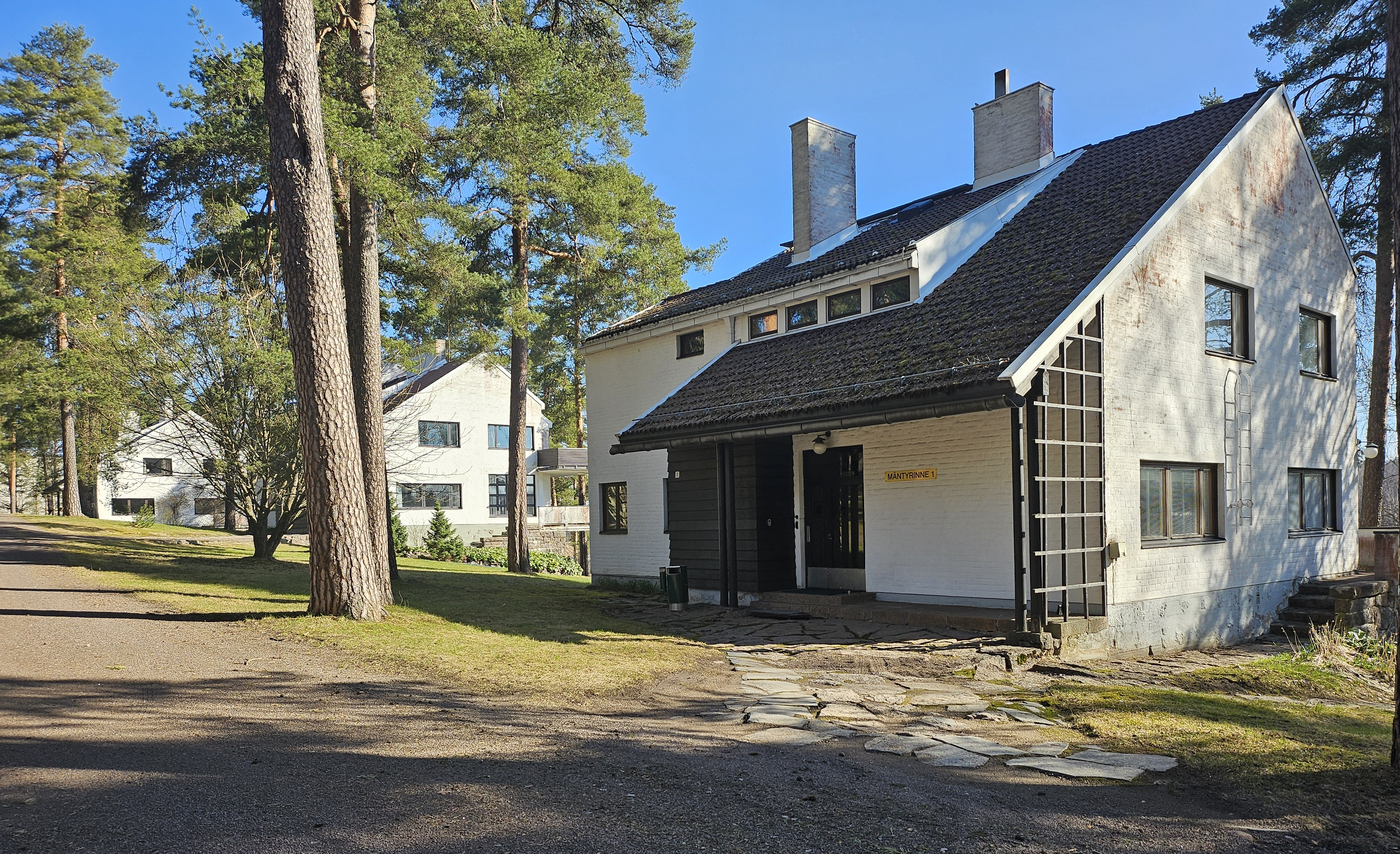
Maisons des ingénieurs (insinööritalot).
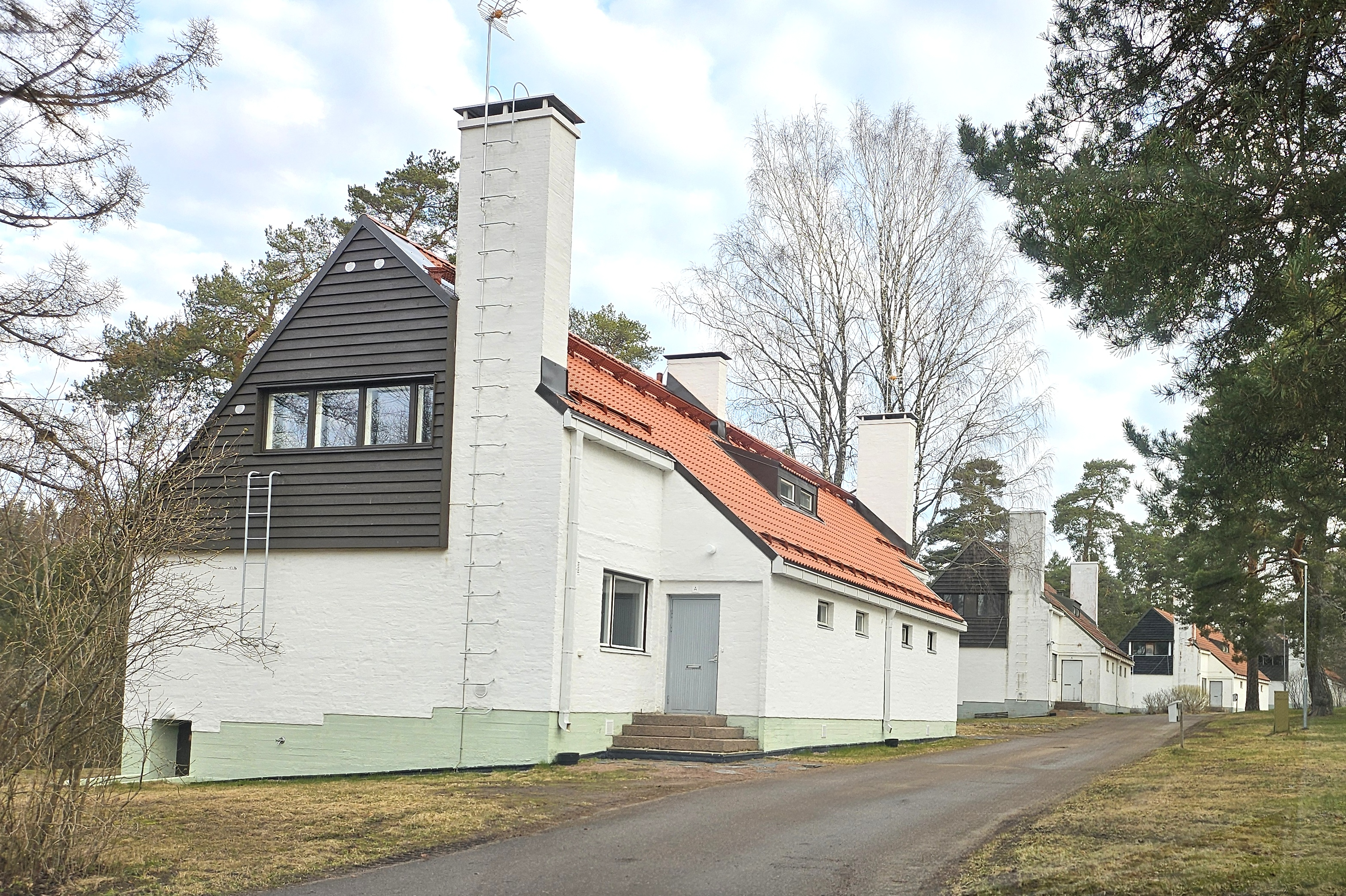
Maison des directeurs (Rantalinja)
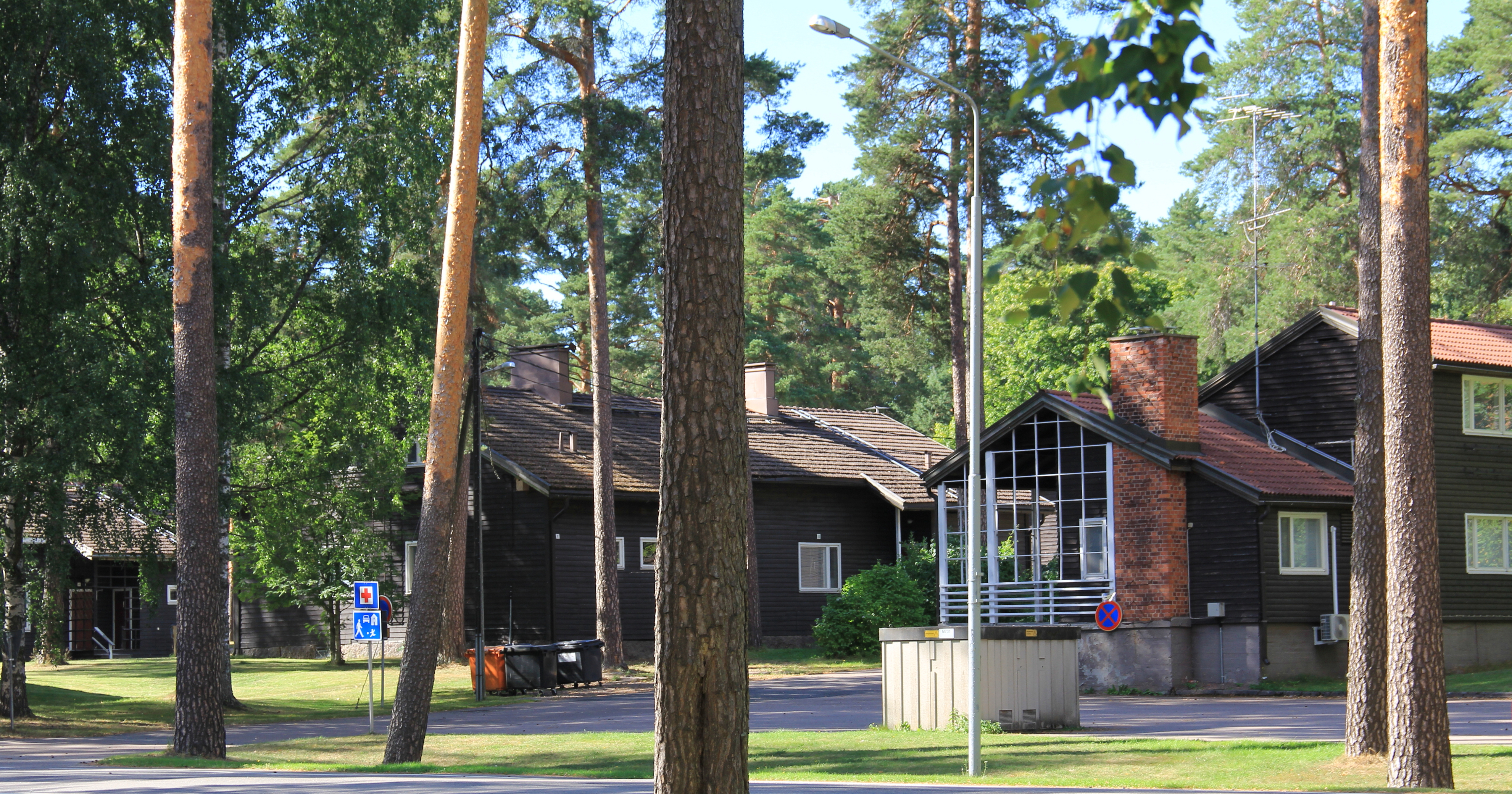
Maisons en rangées de Tervalinja.
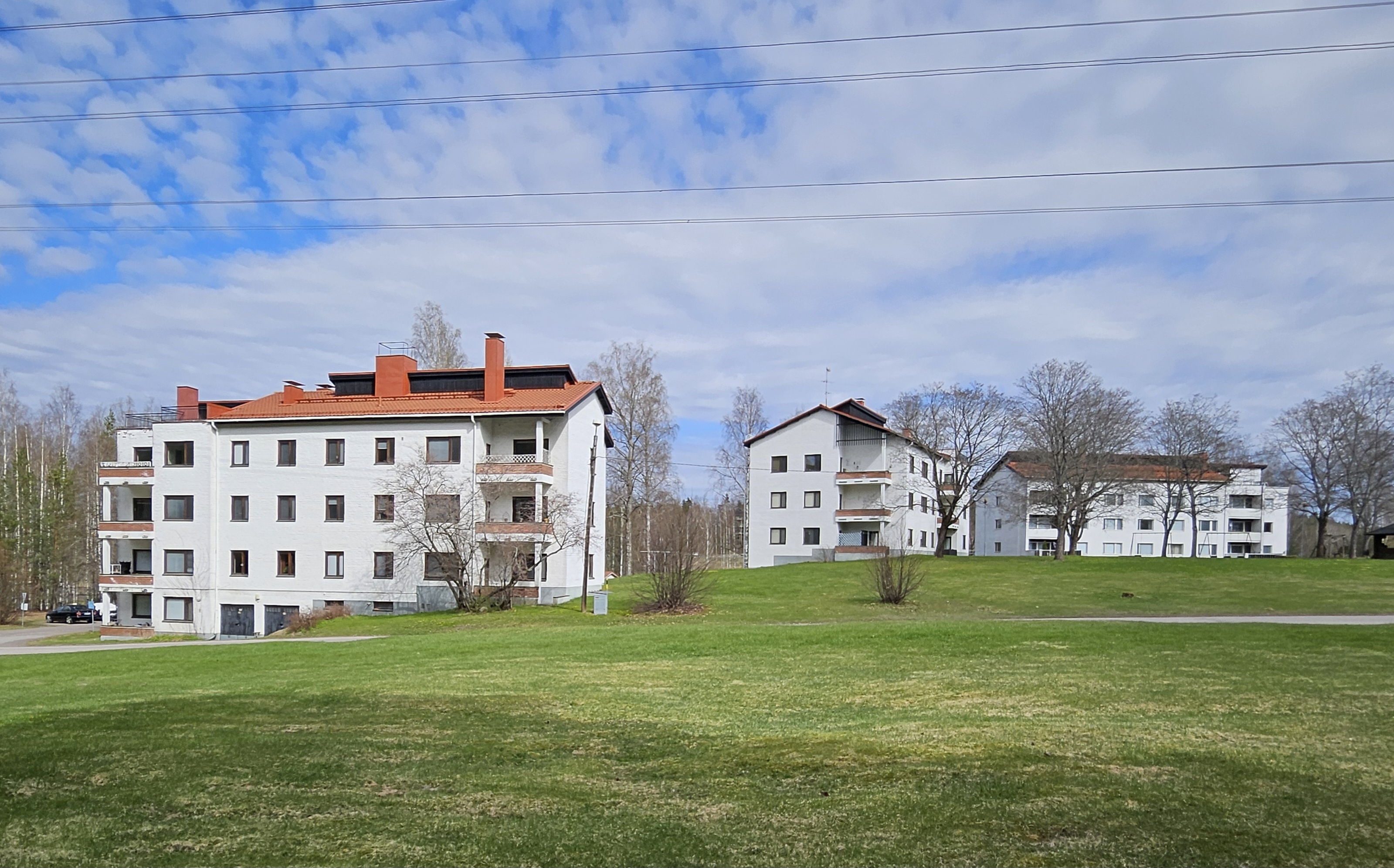
Immeubles résidentiels.